# Hersberg
Hersberg is een gemeente en plaats in het Zwitserse kanton Basel-Landschaft, en maakt deel uit van het district Liestal.
Hersberg telt 330 inwoners.